# Wilhelm von Mirbach-Harff
Wilhelm Graf von Mirbach-Harff, född 2 juli 1871 i Ischl, Oberösterreich, död 6 juli 1918 i Moskva, Ryska SFSR (mördad), var en tysk greve och diplomat. 
Mirbach-Harff blev 1908 legationssekreterare i Sankt Petersburg, var 1911–14 föredragande råd i tyska utrikesministeriet och blev 1915 sändebud i Aten, men utvisades därifrån november 1916 till följd av krav därom från de allierades sida. Han tjänstgjorde därefter vid tyska militärförvaltningen i Bukarest till december 1917, blev april 1918 tyskt sändebud i Moskva, men mördades redan i juli samma år av vänstersocialrevolutionära motståndare till bolsjevikregeringen.